# Кириченко, Григорий Фёдорович
Григорий Фёдорович Кириченко (укр. Григорій Федорович Кириченко; 23 октября 1912 года, Сумы — 5 февраля 1995 года, Сумы, Украина) — передовик производства, токарь Сумского машиностроительного завода имени М. В. Фрунзе Министерства химического и нефтяного машиностроения СССР, Украинская ССР. Герой Социалистического Труда (1966). Депутат Верховного Совета УССР 4 — 5 созыва. Член Ревизионной комиссии КПУ (1966—1971).

## Биография
Родился 23 октября 1912 года в рабочей семье в городе Сумы.
С 1926 года работал токарем на Сумском машиностроительном заводе им Фрунзе. В 1931 году окончил школу фабрично-заводского обучения.
В 1941 году был эвакуирован в город Чирчик Ташкентской области Узбекской ССР, где работал токарем. После окончания войны вернулся на Сумской машиностроительный завод имени Фрунзе, участвовал в его восстановлении, работал токарем. Выполнял производственное задание на 150—200 %, получил личное клеймо.
В 1966 году удостоен звания Героя Социалистического Труда. В 1967 году был инициатором социалистического движения «Ни одного отстающего рядом».
В 1957 году вступил в КПСС. Избирался депутатом Верховного Совета УССР 4 — 5 созывов от Сумского избирательного округа. На XIII съезде КПУ был избран членом Ревизионной комиссии.
В 1972 году вышел на пенсию. Проживал в городе Сумы, где скончался в 1995 году.

## Награды
- Герой Социалистического Труда — указом Президиума Верховного Совета СССР от 25 июня 1966 года
- Орден Ленина
- Орден Трудового Красного Знамени
- Орден Октябрьской Революции
- Орден «Знак Почёта»
- Почётный машиностроитель Украинской ССР